# Kartuzja Trisulti
Kartuzja Trisulti – pokartuski klasztor w górach koło Frosinone we Włoszech ok. 100 km na południe od Rzymu, na wysokości 825 m.

## Historia
Pierwsze opactwo benedyktyńskie zostało założone w 996 przez św. Dominika z Sory; pozostały po nim tylko ruiny. Istniejące do dziś opactwo zostało zbudowane w 1204 w pobliżu poprzedniego, ale w łatwiej dostępnym miejscu, z inicjatywy papieża Innocentego III i zostało powierzone kartuzom. Konsekracja kościoła pw. św. Bartłomieja odbyła się w 1211 roku.
Opactwo było wielokrotnie przebudowywane. Obecny wystrój ma charakter barokowy. W 1947 opactwo przejęli cystersi z  Casamari.